# 여성전용차량

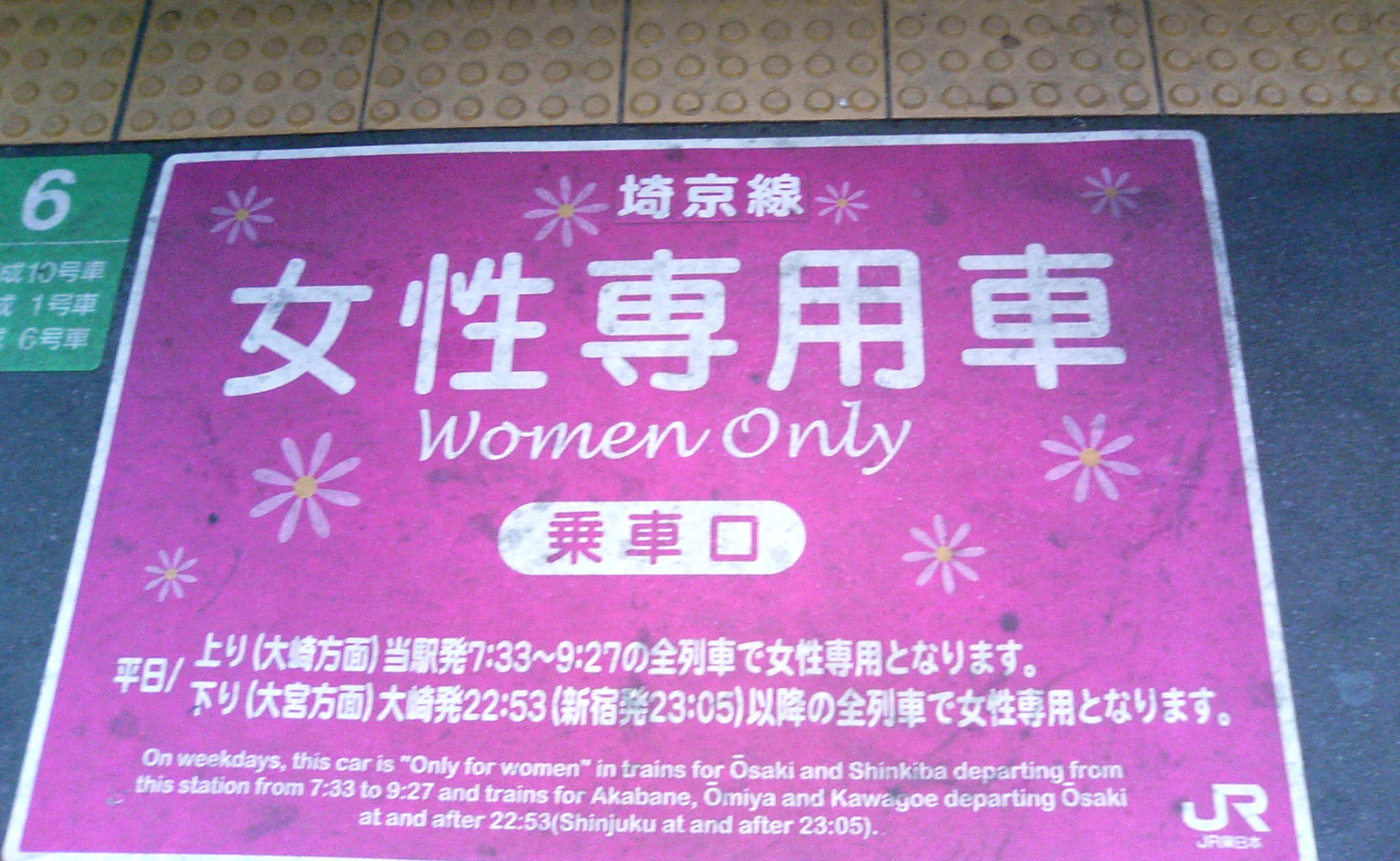
일본 철도 승강장의 여성전용차량 탑승 지점을 나타내는 표지판.

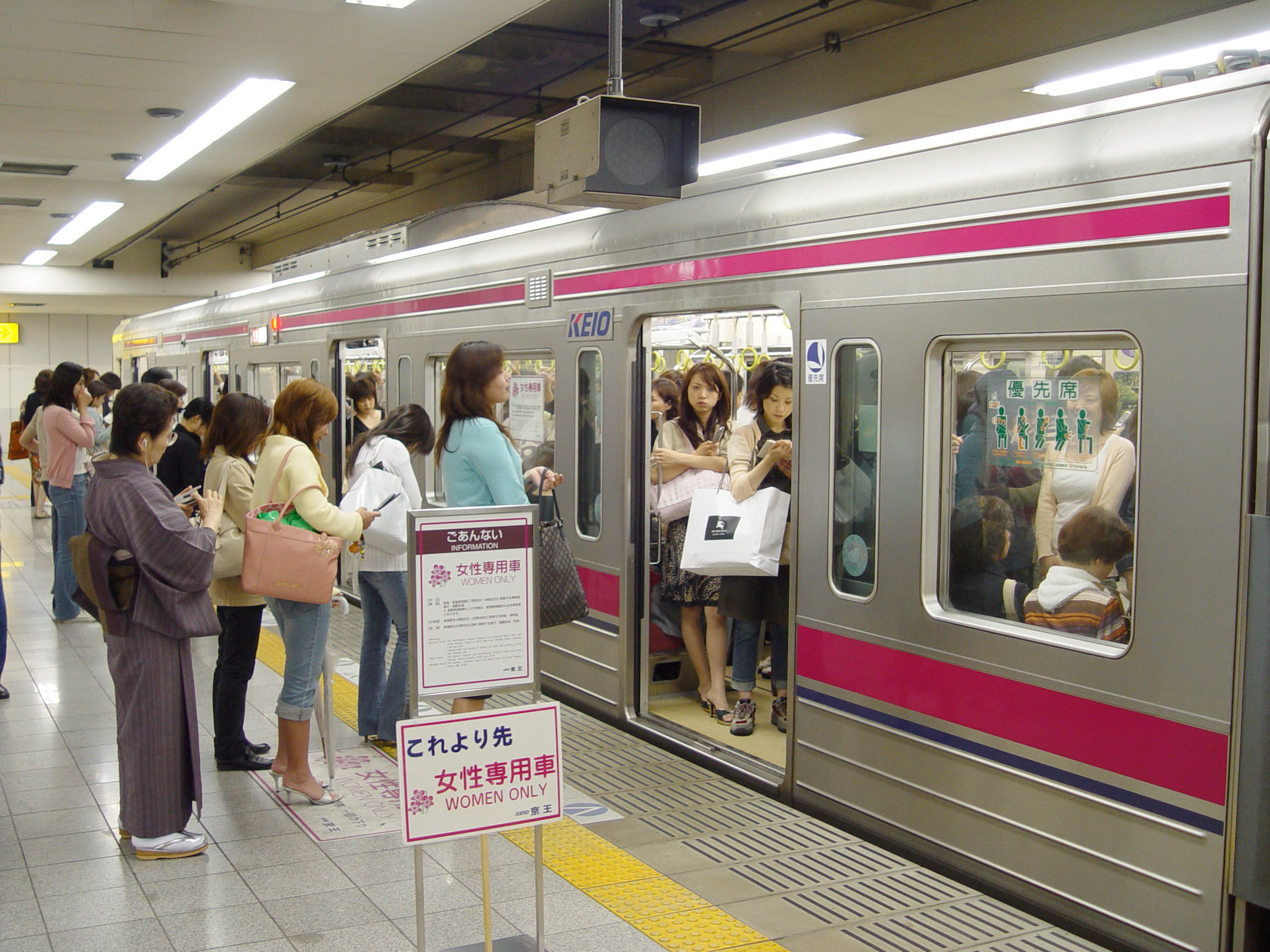
도쿄 신주쿠역에서 게이오선 여성전용칸 탑승을 기다리는 승객들.

여성전용차량(女性專用車輛, women-only passenger car)은  여성 전용 철도 또는 지하철 차량이다. 그들은 일부 사회에서 성적 차별의 결과이지만, 더듬기와 같은 성희롱과 폭행을 줄이려는 시도에서 발생할 수도 있다.

## 여성전용차량이 있는 나라
지하철의 여성전용칸의 경우 대한민국, 일본, 인도, 이집트, 이란, 멕시코, 브라질, 태국,  필리핀, 말레이시아, 아랍에미리트 등에서 실시하고 있다. 대만, 인도네시아에도 여성전용칸이 있었지만 각각 2006년, 2012년에 폐지되었다. 2016년 독일 라이프치히-켐니츠 구간 열차에 여성전용칸을 도입하였지만 폐지되었고 영국에서는 1977년에 다양한 열차 유형과 성별에 따른 규정을 막는 평등 법률의 조합으로 인해 철회되었다. 이후 2014년 9월에 여성전용칸을 도입하자는 의견이 있었으나 역차별 논란으로 인해 무산되었다. 미국에서는 1909년 4월에 뉴욕시에서 인터보로 고속철도 회사(IRT)에 여성 전용 차량을 도입하였다가 7월에 중단하였고 1958년에 서비스가 재개되었으나, 이후 중단하였다.
대한민국에서는 1992년에 수도권 전철 1호선에 여성·노약자 전용칸을 일시적으로 시행했다가 폐지하였고, 2007년과 2011년 서울특별시에, 2013년 대구광역시에 여성전용칸 도입을 추진하였으나 역차별 논란으로 인해 무산되었다. 2016년에 부산 도시철도 1호선에 여성전용칸을 도입하였으나 2017년 이후 사실상 폐지된 것으로 보인다.
여성전용 버스(핑크버스)의 경우 과테말라, 방글라데시, 중국, 인도, 인도네시아, 이란, 말레이시아, 모로코, 네팔, 파키스탄, 파푸아뉴기니, 아랍에미리트에 있다. 멕시코에서도 여성전용 버스가 있었지만 현재는 폐지되었다.
여성전용 택시(핑크택시)의 경우 인도 케랄라주, 파키스탄 카라치, 이집트 카이로, 아랍에미리트 두바이, 말레이시아 쿠알라룸푸르에 있다. 멕시코 멕시코시티, 영국 런던, 러시아 모스크바, 미국 뉴욕주에도 여성전용 택시가 있었지만 현재는 폐지되었다. 대한민국에서는 2009년에 전라북도 익산시에서 여성전용 택시를 도입하였으나 2017년에 폐지하였고, 2012년 충청북도 청주시에도 여성전용 택시를 도입하였으나 2019년 폐지하였다. 이후 2019년 2월부터 카카오모빌리티에서 "웨이고 레이디"라는 여성전용 택시를 일시적으로 시행했으나 6월에 웨이고 블루와 함께 카카오 T 블루로 개편되면서 폐지되었다.

## 같이 보기
- 여성주의자 분리주의
- 성별격리
- 여성전용공간